# ولفگانگ آبندروت
ولفگانگ آبندروت (انگلیسی: Wolfgang Abendroth؛ ۲ مه ۱۹۰۶ – ۱۵ سپتامبر ۱۹۸۵) یک قاضی و استاد دانشگاه اهل آلمان بود. 